# 水上ダム
水上ダム（みずかみダム）は、長野県松本市、信濃川水系水上沢川に建設されたダム。高さ38メートルの重力式コンクリートダムで、洪水調節・不特定利水・上水道を目的とする、長野県営の多目的ダムである。ダム湖（人造湖）の名はそよぎ湖（そよぎこ）という。

## 歴史
松本市北東部の四賀地域（旧・東筑摩郡四賀村）を流れる会田川沿岸では古くから河川水を灌漑用水として利用していたが、この地域は降雨が比較的少ないことから水不足に悩まされていた。渇水に備えて何個かため池を用意していたが、根本的な解決には至っていない状態であった。また、ひとたび大雨が降れば急峻な地形から大水が河川を一気に流れ下り、しばしば洪水による被害をもたらした。会田川では1952年（昭和27年）から河川改修を行っていたが、1959年（昭和34年）台風7号や1961年（昭和36年）伊勢湾台風など繰り返される災害に対し、地元では抜本的対策を求める声が上がった。
長野県は会田川の治水・利水策として支流の水上沢川にダム建設を計画。1987年（昭和62年）度より予備調査を始め、1988年（昭和63年）着工、2000年（平成12年）に完成した。高水流量16立方メートル毎秒のうち13立方メートル毎秒の洪水調節と、既存の用水路の安定化、河川環境保全、さらに四賀地区の上水道用水として約6300人に1日あたり300立方メートルを供給する。総事業費は125億円。補償については4.7ヘクタールの用地を取得したのみで、家屋移転はなかった。 
ダム湖（人造湖）の名は地元住民アンケートにより「そよぎ湖」に決定した。「そよぎ」は当地に見られる植物のソヨゴのことで、サカキに似て神事に用いられる。

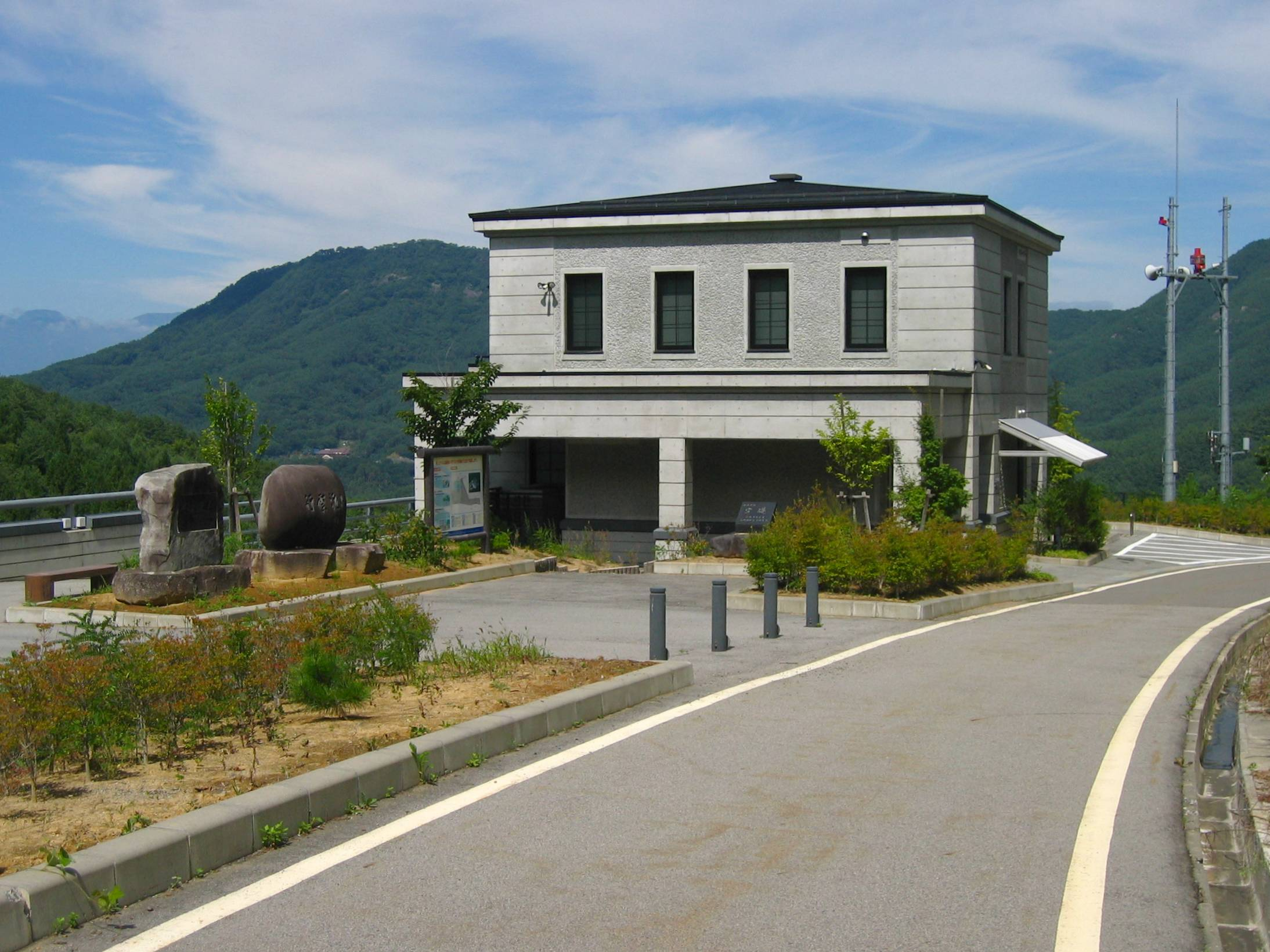
水上ダム管理事務所
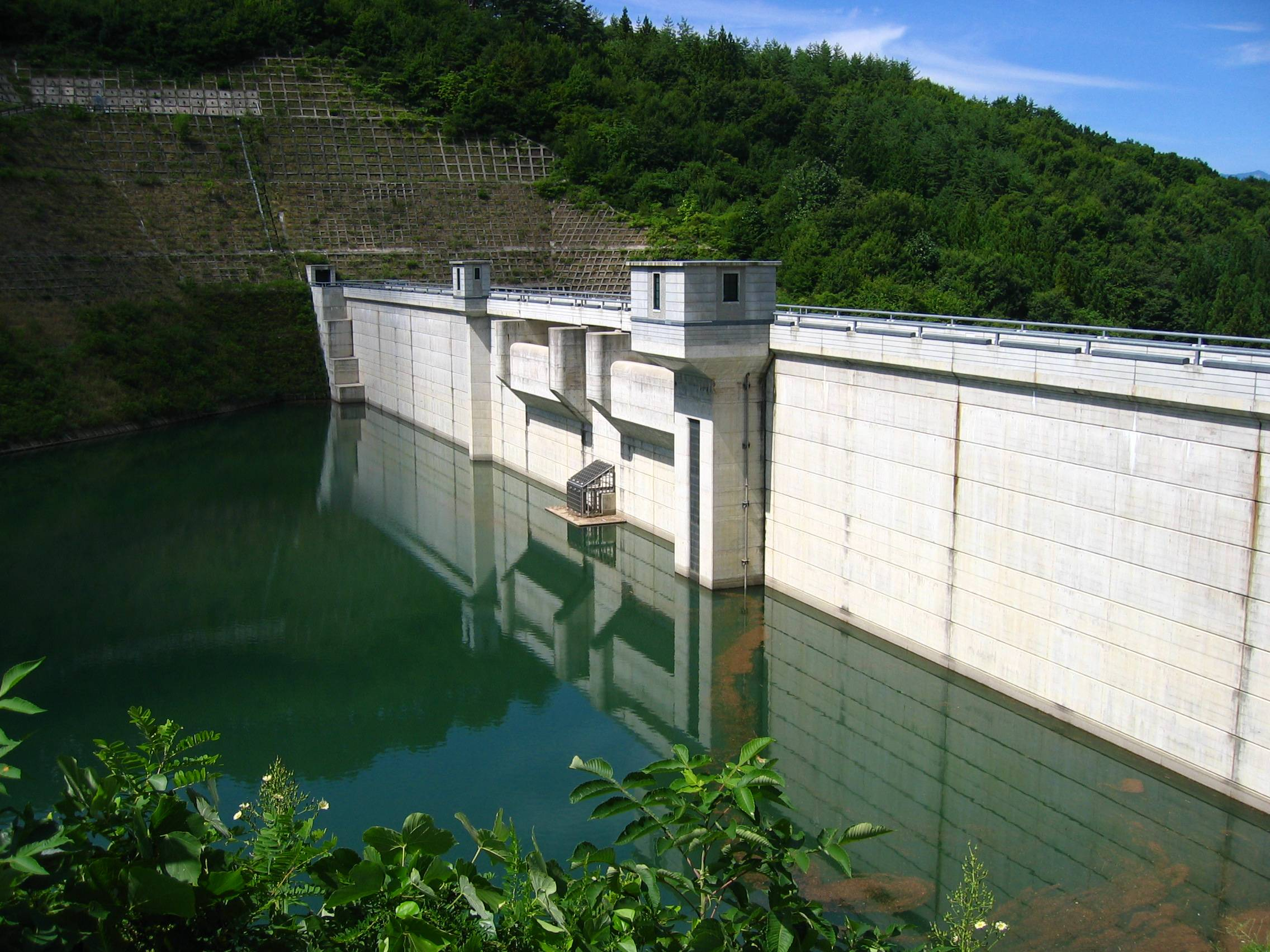
そよぎ湖